# Sân bay quốc tế Carrasco

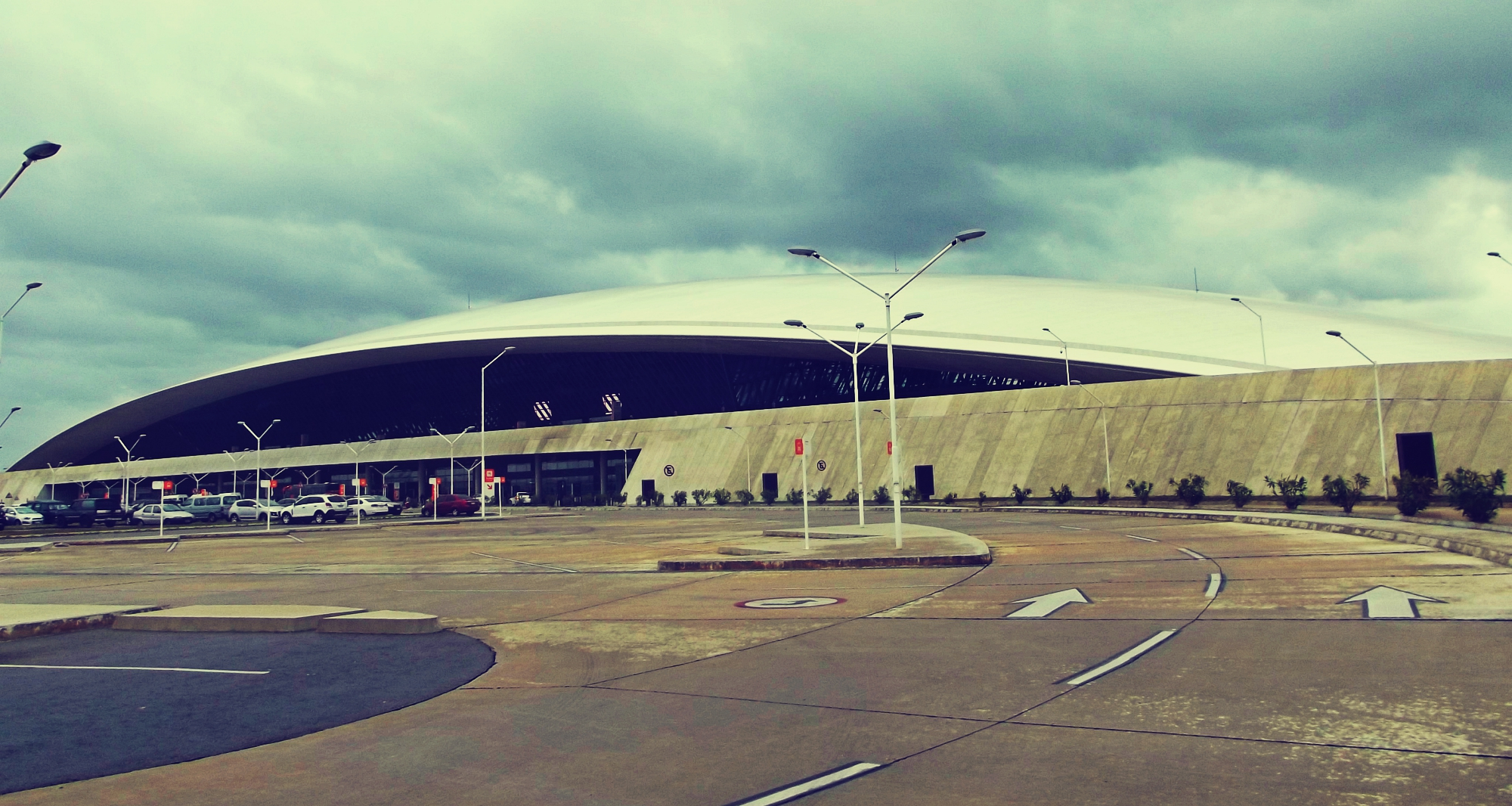
Sân bay quốc tế Carrasco

Sân bay quốc tế Carrasco (IATA: MVD, ICAO: SUMU) là sân bay lớn nhất ở Uruguay. Sân bay này nằm ở phía bắc của Ciudad de la Costa ở Canelones, gần (phía đông) thủ đô Montevideo. Đây được xem là một trong những sân bay hiệu quả và thân thiện với du khách nhất ở khu vực Mỹ Latinh. Sân bay được đặt theo tên của Cesáreo L. Berisso, người đi tiên phong trong ngành hàng không Uruguay và đây cũng là một căn cứ không quân của Lực lượng Không quân Uruguay.

## Thông tin
Sân bay phục vụ hơn 1,5 triệu lượt khách mỗi năm và dự tính đạt 2,8 triệu lượt khách năm 2010. Năm 2003, chính phủ Uruguay đã chuyển quyền quản lý, vận hành và bảo dưỡng sân bay cho một tập đoàn đầu tư tư nhân. Hiện sân bay này đang thu phí nâng cấp sân bay. Sân bay có phần tường phủ kính mang đến sự rộng rãi và hiện đại. Tuy vậy, sân bay chỉ có một đường băng. Việc vận chuyển hành khách đến máy bay bằng xe buýt khá phổ biến ở sân bay.

### Nâng cấp, cải tạo sân bay
Ngày 3 tháng 2 năm 2007, một nhà ga mới trị giá 134 triệu USD được khởi công xây song song với đường băng 06/24. Nhà ga này theo thiết kế của kiến trúc sư Uruguay Rafael Viñoly, sẽ có khu đỗ xe có sức chứa 1200 xe, nhà ga đưa vào hoạt động ngày 29 tháng 12 năm 2009. Một nhà ga hàng hóa trị giá 7 triệu USD cũng đang được xây. Đường băng 06/24 đã được nâng cấp kéo dài lên 3200 m.

## Các hãng hàng không và các tuyến
- Aerolíneas Argentinas (Buenos Aires - Aeroparque, Buenos Aires-Ezeiza, Porto Alegre)
- Aeromás (Paysandú, Rivera, Salto, Tacuarembó)
- Air France (Paris - Charles De Gaulle) (Chỉ vận chuyển hàng hóa)
- American Airlines (Buenos Aires - Ezeiza, Miami)
- Copa Airlines (Panama City)
- Iberia (Madrid)
- GOL (Porto Alegre, São Paulo-Guarulhos)
- LAN Airlines (Santiago)
- PLUNA (Asunción, Buenos Aires - Aeroparque, Buenos Aires - Ezeiza, Córdoba, Florianópolis, Madrid, Porto Alegre, Punta del Este, Rio de Janeiro - Galeão, Santiago de Chile, São Paulo - Guarulhos)
- Sol Líneas Aéreas (Buenos Aires - Aeroparque)
- TACA
  - TACA (Lima)
- TAM Mercosur (Asunción, Buenos Aires - Ezeiza)
- TAM (São Paulo - Guarulhos)
- Varig (São Paulo - Guarulhos)